# Amedeo De Janni
Amedeo De Ianni (Benevento, 29 marzo 1915 – 19 febbraio 2007) è stato un generale italiano, decorato di Medaglia d'oro al valor militare a vivente nel corso della seconda guerra mondiale.

## Biografia
Nacque a Benevento il 29 marzo 1915, figlio di Cosimo e Angela Polese. Conseguita la licenza industriale di 2º grado presso la Scuola industriale di Benevento nel 1932, si arruolò volontario come allievo guardia di finanza presso la Legione di Roma il 28 febbraio 1934. Trasferito alla Scuola di Caserta nell'ottobre 1937, viene promosso sottufficiale nell'agosto 1938 quando è assegnato alla legione di Messina. Mobilitato l’11 giugno 1940, subito dopo l'entrata in guerra del Regno d'Italia, è impiegato per compiti di difesa costiera. Nel settembre successivo, a domanda, raggiunse il II battaglione mobilitato della Guardia di Finanza, poi il III e quindi il fronte greco-albanese con destinazione al nucleo mobile di Berat.
Si distinse particolarmente nel combattimento di Hoprensharientrò, il 6 dicembre 1940, dove rimase gravemente ferito e fu fatto prigioniero di guerra dai greci. Liberato nel maggio 1941, dopo la capitolazione della Grecia, rientrò in Patria nel mese successivo e fu insignito della medaglia d'oro al valor militare a vivente, consegnatagli da re Vittorio Emanuele III.
Ammesso, in seguito a concorso, nell'ottobre di quell'anno a frequentare l'Accademia della Guardia di Finanza, fu nominato sottotenente in servizio permanente effettivo nell'agosto 1943.  Promosso tenente nell'agosto 1945, venne nominato comandante della tenenza di Benevento e quindi la compagnia, dopo la promozione a capitano avvenuta nel settembre 1952.  Nel settembre 1958 è trasferito a Roma presso il Comando Generale, venendo promosso maggiore a scelta nel 1961. 
Proseguì la sua carriera militare arrivando al grado di generale di divisione, e venne posto in congedo nel 1975.
Fu membro attivissimo del Gruppo Medaglie d'Oro di Roma, per molti anni. Si spense nel febbraio 2007.

### Fonti
1. 1 2 3 4 5 6  Combattenti Liberazione.
2. 1 2 3  Enteeditoriale.
3. 1 2 3  Anfisiena.
4. ↑  Medaglie d'oro al valor militare sul sito della Presidenza della Repubblica
5. ↑  Registrato alla Corte dei conti li 31 gennaio 1942,  registro 4 guerra, foglio 147.